# 4403-as mellékút (Magyarország)
A 4403-as számú mellékút egy közel 16 kilométer hosszúságú, négy számjegyű országos közút Csongrád-Csanád vármegye és Békés vármegye határvidékén: Eperjes község központját köti össze a délkeleti és délnyugati szomszédságában fekvő településekkel, illetve a Gyomaendrőd-Szentes közti országúttal.

## Nyomvonala
Fábiánsebestyén központjának déli részén ágazik ki a 4642-es útból, kevéssel annak az 53. kilométere előtt, nem messze a Kiskunfélegyháza–Orosháza-vasútvonal Fábiánsebestyén megállóhelye térségének nyugati szélétől. Észak felé indul, Dózsa György utca néven; ugyanott ágazik ki dél felé a 4449-es út Árpádhalom irányába. A belterület északi szélét elérve, 1,3 kilométer után keletnek fordul; még egy darabig a belterület északi szélét kíséri, majd – még a második kilométere előtt – teljesen külterületre ér és északkelet felé fordul.
6,2 kilométer után egy elágazáshoz ér, ott a 4402-es út torkollik bele északnyugati irányból, Szentes-Cserebökény felől, bő 10,5 kilométer megtételét követően; a folytatásban az út már Eperjes területén halad, egyre inkább keleti irányt véve. 9,9 kilométer után éri el a belterület északnyugati szélét, majd alig pár száz méter után egy elágazáshoz ér. Tovább egyenesen a 44 147-es út vezet a lakott terület északkeleti széléig, a 4403-as pedig délnek fordul, és a falu főutcájaként halad tovább, Béke utca néven.
11,4 kilométer után elhagyja a község belterületének legdélebbi házait is, a 14. kilométere után pedig eléri a Szentesi járás és az Orosházi járás, utóbbin belül Gádoros község határát. Innen szinte végig a határvonalat kíséri, pontosan déli irányban haladva, majd – úgy tűnik – a legutolsó méterei előtt teljesen gádorosi területre lép át. [A kira.gov.hu térképének jelölései e tekintetben nem szolgálnak egyértelmű információval.] Így ér véget, visszatorkollva a 4642-es útba, annak 43,150-es kilométerszelvényénél.
Teljes hossza, az országos közutak térképes nyilvántartását szolgáló kira.gov.hu adatbázisa szerint 15,654 kilométer.

## Települések az út mentén
- Fábiánsebestyén
- Eperjes
- (Gádoros)